# دومينيك أغوستينو
دومينيك أغوستينو هو سياسي كندي، ولد في 14 أكتوبر 1959 في صقلية في إيطاليا، وتوفي في 24 مارس 2004 في هاميلتون في كندا بسبب سرطان الكبد. نشط حزبياً في الحزب الليبرالي في أونتاريو ‏. وقد انتخب عضو برلمان مقاطعة أونتاريو ‏ عن دائرة Hamilton East (provincial electoral district) ‏ (1995 – 2004).